# いこーよ
いこーよは株式会社アクトインディが運営する親子向け情報サイト。
2008年にサービスが開始。家族のお出かけスポットに関する情報を提供している。

### 関連サイト
- いこレポ
- 未来へいこーよ
- いこーよとりっぷ